# التهاب الجلد العصبي
التهاب الجلد العصبي (بالإنجليزية Neurodermatitis). ويسمى أيضا حزاز بسيط مزمن أو حزاز محصور(Lichen simplex chronicus ). هو مرض جلدي مزمن، غير وراثي، وغير معد، وله أشكال عديدة. يحدث نتيجة الحك المستمر للجلد .ينتج عن ثخن في الجلد، ويمكن تمييز ثلاث مناطق وهي: 
1-المنطقة الخارجية: وتظهر بعض التلون، وبعض الحطاطات.
2-المنطقة الوسطى: وفيها حطاطات معينية ومبالغة الحدود الطبيعية وتلون.
3-المنطقة المركزية أو المركّزة: تظهر تلوناً وثخناً أكثر ومبالغة شديدة للحدود الطبيعية، التي هي الحطاطات المعينية.
ويظهر المرض على هيئة هجمات متعددة من حوالي 20- 30 بقعة بنفسجية اللون في مناطق متعددة بالجسم، وتكون مصحوبة بحكة شديدة في بعض الحالات، وبعد فترة تتحول إلى اللون الداكن (بقع بنية داكنة) مما يترتب عليه أثر الشئ نفسه على المريض.

## الأسباب
لا يوجد سبب قاطع لظهور هذا المرض، ولكن هناك بعض النظريات التي تشير إلى علاقته بأمراض الكبد في 40% من الحالات، وهناك نظريات تؤكد البعد النفسي، ونظريات أخرى تؤكد علاقته بالإصابة الفيروسية.
والنظرية السائدة الآن ترى أنه مرض متعلق بالمناعة أي أنه يحدث نتيجة وجود خلل بالجهاز المناعي للجسم.كما تقول بعض النظريات بان هناك علاقة قوية بين هذا المرض والتعرض لأشعة وحرارة الشمس، وهو ما يفسر ظهور المرض بقوة في فصل الصيف.
يكثر الخلط بينه وبين التهاب الجلد الدهني والصدفية، ولكن عند التشخيص. يستطيع الطبيب التميز بينهم . 

## الاعراض
- - حكة جلدية في منطقة واحدة محددة في الجلد، قشور بالجلد، فقد يحصل عندما يحتك ثوب ضيق بالجلد أو يخدشه (فيدفع الشخص إلى الحك)
- -وجود بقعة جلدية مرتفعة على سطح الجلد وتكون حمراء أو داكنة اللون. وتظهر عادةً في:

فروة الرأس، الرقبة، الرسغ، الذراع، الكاحل .
- - جفاف الجلد:يكون الجلد جافا ومتسمكا ومتحززا وأقل حكة ولا يعود فيه احمرار ولا حويصلات.

## العلاج
التهاب الجلد العصبي أو الحزاز البسيط يتصف بالحكة وتخريش الجلد من قبل المريض وهذه الحكة المستمرة هي التي تسبب سماكة في الجلد وتصبغات، لذلك تتجه المعالجة بشكل اساسي للتخفيف من الحكة والالتهاب باستخدام المحاليل والكريمات المناسبة بالإضافة إلى الستيروئيدات.كما ينصح بالابتعاد عن أشعة وحرارة الشمس ومراعاة الحالة النفسية قدر الإمكان.كما ان مضادات الهستامين (الحساسية)تعتبر علاج ناجع والعلاجات الأخرى مثل الكورتيزون، وكذلك لعلاج البقع وآثارها الناتجة عن المرض نفسه.